# Unité urbaine de Saint-Affrique
L'unité urbaine de Saint-Affrique est une unité urbaine française centrée sur la ville de Saint-Affrique dans le département de l'Aveyron en région Occitanie.

## Données générales
En 2010, selon l'Insee, l'unité urbaine était composée de deux communes.
En 2020, à la suite d'un nouveau zonage, elle est composée des deux mêmes communes.
En 2022, avec 9 133 habitants, elle représente la 5e unité urbaine du département de l'Aveyron.
En 2021, sa densité de population s'élève à 60 hab/km2. Par sa superficie, elle représente 1,74 % du territoire départemental et, par sa population, elle regroupe 3,29 % de la population du département de l'Aveyron.

## Composition 2020 de l'unité urbaine
Elle est composée des deux communes suivantes :
| Nom                           | Code Insee | Département | Statut       | Superficie (km2) | Population (dernière pop. légale) | Densité (hab./km2) | Modifier                                    |
| ----------------------------- | ---------- | ----------- | ------------ | ---------------- | --------------------------------- | ------------------ | ------------------------------------------- |
| Saint-Affrique (ville-centre) | 12208      | Aveyron     | ville-centre | 110,96           | 7 924 (2022)                      | 71                 | modifier les données · modifier les données |
| Vabres-l'Abbaye               | 12286      | Aveyron     | banlieue     | 41,36            | 1 209 (2022)                      | 29                 | modifier les données · modifier les données |

## Évolution démographique
| 1968  | 1975  | 1982  | 1990  | 1999  | 2009  | 2014  | 2021  |
| ----- | ----- | ----- | ----- | ----- | ----- | ----- | ----- |
| 8 396 | 8 955 | 9 357 | 8 909 | 8 592 | 9 393 | 9 430 | 9 206 |

#### Données générales
- Unité urbaine
- Aire d'attraction d'une ville
- Aire urbaine (France)
- Liste des unités urbaines de France

#### Données démographiques en rapport avec l'unité urbaine de Saint-Affrique
- Aire d'attraction de Saint-Affrique
- Arrondissement de Millau

#### Données démographiques en rapport avec l'Aveyron
- Démographie de l'Aveyron